# Polská (Praha)
Polská ulice na Vinohradech v Praze spojuje ulici Anny Letenské a křižovatku ulic Ondříčkova a Slavíkova. Na severu značnou část ulice tvoří Riegrovy sady, kde je sídlo tělovýchovného spolku Sokol Královské Vinohrady s plaveckým bazénem (adresa Polská 1a).

## Historie a názvy
Ulice vznikla koncem 19. století a měla víc názvů:
- od roku 1896 – "Nerudova"
- 1940 – "Stifterova"
- 1945 – "Nerudova"
- od roku 1948 – "Polská".

## Budovy, firmy a instituce
- Sokol Královské Vinohrady – Polská 1a[2]
- mateřská škola Kidspark – Polská 4[3]
- Studio Pro – Polská 6[4]
- Prague College – Polská 10[5]
- Restaurace u Bohouše – Polská 34[6]
- Hostinec na Schůdku – Polská 48[7]